# 日商上海紡織株式會社舊址
日商上海紡織株式會社舊址是上海市的一座歷史建築，位於杨浦区杨树浦路2086号。这里在民国时期是上海纺织株式会社的厂房。抗日战争后，厂房被中华民国经济部接收，后移交给中国纺织建设公司。1949年后，这里是上海第九棉纺织厂的厂房。該建築被列入上海市第五批優秀歷史建築名單。